# Wzrokowe potencjały wywołane

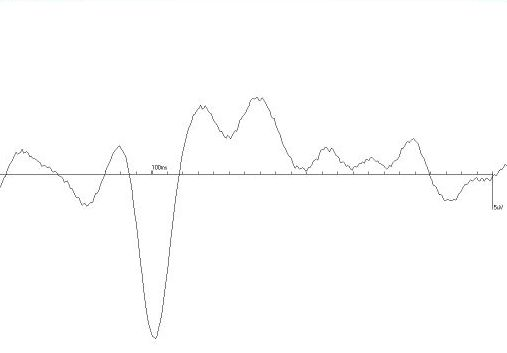
Prawidłowy obraz VEP, "najgłębszy" załamek to P100 (zwrot w dół odpowiada wartościom dodatnim – zgodnie z praktyką przyjętą w elektroneurofizjologii).

Wzrokowe potencjały wywołane (ang. visual evoked potential – VEP) – potencjały wywołane rejestrowane z powierzchni głowy w trakcie stymulacji osoby badanej bodźcem wzrokowym. Może być nim błysk światła lub pojawiająca się w polu widzenia czarno-biała szachownica o rytmicznie zmieniających się polach (czarne zmieniają się na białe np. co sekundę).
Badanie wzrokowych potencjałów wywołanych jest jedną z niewielu obiektywnych metod badania wzroku pacjenta poprzez rejestrację potencjałów elektrycznych powstających podczas przechodzenia sygnałów od siatkówki do mózgu drogą wzrokową. Z uwagi na stosunkowo niską amplitudę VEP względem tła, czyli spontanicznej czynności elektrycznej mózgu (rejestrowanej jako EEG) konieczne jest uśrednienie wielu odpowiedzi na daną stymulację wzrokową, aby uzyskać wygaszenie się tła.
VEP rejestruje się z powierzchni głowy położonej nad korą wzrokową, czyli w okolicy potylicznej. Podczas badania wzrokowego potencjału wywołanego zwraca uwagę najlepiej widoczny, dominujący załamek o latencji (czyli odległości czasowej od bodźca stymulującego) około 100 milisekund i zwrocie najczęściej dodatnim zwany P100.  
Badanie wzrokowych potencjałów wywołanych ma duże znaczenie przede wszystkim w diagnostyce stwardnienia rozsianego oraz niektórych retinopatii.